# Willy De Geest
Willy De Geest (Gand, 8 gennaio 1947) è un ex ciclista su strada, ciclocrossista e pistard belga.
Professionista dal 1968 al 1982, conta diversi piazzamenti nelle classiche anche se non riuscì mai ad aggiudicarsene una.

## Carriera
Passa professionista nel luglio del 1968, dopo aver maturato nelle categorie dilettantistiche esperienze su strada, pista e cross, ottenendo come primo risultato degno di nota il terzo posto nel Grand Prix d'Isbergues.
Nella stagione successiva partecipa alle Classiche del pavé ed alla Vuelta a España dove conclude la classifica generale al quattordicesimo posto piazzandosi in più occasioni fra i primi di tappa. A settembre, sul finire di stagione, è decimo nella Parigi-Tours.
Nelle due annate successive non riesce a cogliere successi se non in piccole kermesse e criterium, saranno comunque numerosi i piazzamenti: settimo nella Freccia del Brabante 1970, sesto nel Giro del Piemonte, settimo nel Grand Prix Jef Scherens, terzo nel Nordwest-Schweizer-Rundfahrt e secondo nella Coppa Agostoni dietro Franco Bitossi nel 1971.
Anche il 1972 è un anno senza vittorie, ma ricco di risultati importanti. A marzo conclude, nelle corse a tappe, al sesto posto il Giro di Sardegna e all'ottavo la Parigi-Nizza, mentre in quelle in linea è quarto nella Omloop Het Volk e soprattutto secondo alla Amstel Gold Race, dove venne battuto in uno sprint ristretto dal connazionale Walter Planckaert con cui era uscito dal gruppo sul finale conducendo un proficuo inseguimento ai danni di Joop Zoetemelk, che aveva attaccato in precedenza e che venne beffato dai due belgi proprio negli ultimi metri.
Ad aprile De Geest si piazzò al secondo posto nella classifica generale del Giro del Belgio battuto di meno di trenta secondi da Roger Swerts. Qualche giorno dopo concluse al quarto posto il Giro delle Fiandre. La corsa venne animata soprattutto da Eddy Merckx che, in maglia iridata, cercò a più riprese di staccare tutta la concorrenza senza però riuscirci. Alla fine rimase un gruppetto di sette uomini a giocarsi la vittoria, in volata, che arrise a Eric Leman.
A fine stagione sarà protagonista ancora nelle classiche, con un terzo posto nella Parigi-Tours e un ottavo nel Giro di Lombardia.
Nel 1973 furono ancora le classiche di primavera, e in particolare quelle del pavé a vederlo protagonista, alla Freccia del Brabante chiuse al settimo posto, mentre al Grand Prix Pino Cerami fu quarto, ma soprattutto raccolse ancora un onorevole quarto posto al Giro delle Fiandre.
In quest'ultima corsa, De Geest riuscì nuovamente a far parte del gruppetto che sul finale si giocò la vittoria e che comprendeva Leman, Maertens e Merckx, e nuovamente la volata finale vide imporsi Leman.
Dopo questi risultati conquistò altri importanti piazzamenti nelle corse in linea fra cui un sesto posto nel Campionato di Zurigo e poté, poi, finalmente assaporare il successo aggiudicandosi una frazione del Tour de Suisse.
In questa stagione prese parte anche al suo primo Tour de France che però non portò a termine, ma in cui sfiorò il successo nella prima tappa, secondo, battuto dal connazionale Willy Teirlinck in una volata ristretta al termine di una fuga, e nella terza dove fu sesto.
Le tre annate successive furono meno ricche di risultati, ottenne una vittoria in Germania alla Köln-Aachen-Köln nel 1974, e sono da segnalare i settimi posti nella Freccia del Brabante e nella Parigi-Camembert dello stesso anno, ed i quinti posti nella Nokere Koerse e nel Giro di Sardegna 1975.
Tornò alla vittoria nel 1977, conquistando una tappa al Tour de Suisse, la seconda in carriera. Ottenne anche un settimo posto nel Campionato di Zurigo. Nel 1978 da menzionare solo un quarto posto al Giro di Sardegna.
Nel 1980 colse il suo ultimo successo su strada aggiudicandosi il Grand Prix de Wallonie, mentre gli ultimi piazzamenti significativi saranno l'anno seguente con un sesto posto nella Bordeaux-Parigi ed un quarto nella Driedaagse De Panne - Koksijde.

## Palmarès

### Strada
- 1969 (Pull Over Centrale - Tasmanie - Novy, una vittoria)

Omloop der Zuid-West-Vlaamse Bergen
- 1971 (Hertekamp - Magniflex, una vittoria)

GP Lucien Van Impe
- 1973 (Rokado, una vittoria)

2ª tappa, 2ª semitappa Tour de Suisse (Hendschiken > Siebnen)
- 1974 (Rokado, una vittoria)

Köln-Aachen-Köln
- 1977 (Brooklyn, una vittoria)

5ª tappa Tour de Suisse (Meiringen > Fiesch)
- 1980 (Ijsboerke - Warncke Eis - Koga Miyata, una vittoria)

Grand Prix de Wallonie

#### Altri successi
- 1965 (dilettanti)

Nazareth
- 1967 (dilettanti)

Criterium di Roeselare
- 1968 (Pull Over Centrale - Tasmanie - Novy)

Criterium di Kemzeke
- 1969 (Pull Over Centrale - Tasmanie - Novy)

Kermesse di Maldegem
- 1970 (Hertekamp - Magniflex)

Criterium di Gentbrugge
Criterium di Sinaai
Kermesse di Kruishoutem
- 1972 (De Gribaldy - Magniflex - Van Cauter)

Kermesse di Buggenhout-Opstal
Kermesse di Destelbergen
- 1981 (Capri Sonne - Koga Miyata)

Omloop van de Vlasstreek - Heule (Kermesse)

### Pista
- 1968 (dilettanti)

Campionati belgi, Prova del derny dilettanti
- 1981

Campionati belgi, Prova del derny

## Piazzamenti

### Grandi Giri
- Giro d'Italia

1972: ritirato
1974: ritirato
1975: 56º
1976: 66º
1977: 75º
1978: 50º
1979: 70º
- Tour de France

1973: ritirato (alla 8ª tappa)
1976: ritirato (alla 7ª tappa)
- Vuelta a España

1969: 14º

### Classiche monumento
- Milano-Sanremo

1970: 88º
1972: 29º
1973: 18º
1974: 26º
1975: 32º
1977: 110º
1978: 71º
1979: 95º
- Giro delle Fiandre

1969: 19º
1970: 17º
1971: 41º
1972: 4º
1973: 4º
1974: 19º
1975: 20º
1981: 42º
- Parigi-Roubaix

1974: 16º
1975: 19º
1977: 17º
- Liegi-Bastogne-Liegi

1971: 13º
1972: 32º
1974: 25º
1975: 12º
- Giro di Lombardia

1972: 8º
1973: 14º

### Competizioni europee
- Campionati europei su pista

Belgio 1980 - Americana: 5°
Belgio 1981 - Mezzofondo: 5°